# Mihai Zotta
Mihai Zotta (n. 1806 — d. 1877) a fost unul dintre primii medici români, protomedic al Moldovei, întemeietor, împreună cu doctorul Jacob von Czihák (1800-1887), al Societății de Medici și Naturaliști din Iași. A făcut cele dintâi studii de patologie profesională din țările române și primele analize terapeutice ale apelor minerale din Moldova (Slănic Moldova, Șaru Dornei, Borca, Hangu și Strunga).

## Opera principală
- Colica saturnină, 1826
- Despre holera epidemiască, 1848
- Despre holera asiatică, 1872